# Józef Sondej
Józef Sondej (ur. 1 marca 1914 w Mazurach, zm. 28 lutego 2015 w Rzeszowie) – polski duchowny katolicki diecezji rzeszowskiej, infułat, kapelan Armii Krajowej i “Solidarności” Rzeszów, wieloletni (1955-1994) proboszcz Parafii Chrystusa Króla w Rzeszowie, duszpasterz młodzieży akademickiej w Rzeszowie, dziekan Dekanatu – Rzeszów II (od 1966), Honorowy Obywatel Miasta Rzeszowa (1995), odznaczony Krzyżem Wielkim Orderu Odrodzenia Polski (2008).

## Życiorys
Jego rodzicami byli rolnicy, Marcin Sondej i Rozalia z domu Popek.
Uczył się w szkole powszechnej w Mazurach, gdzie ukończył 4 klasy, a następnie w Sokołowie Małopolskim (piąta klasa). Później uczęszczał do I Gimnazjum w Rzeszowie, był wtedy harcerzem i członkiem Sodalicji Mariańskiej. W 1934 rozpoczął studia w Seminarium Duchownym w Przemyślu. 25 czerwca 1939 został wyświęcony na księdza.
1 sierpnia 1939 został wikariuszem Parafii Narodzenia Najświętszej Maryi Panny we Frysztaku. W 1941 złożył przysięgę i wstąpił do Armii Krajowej jako kapelan placówki Frysztak.
W 1946 przeniesiono go do Strzyżowa. Był tam wikariuszem w Parafii Niepokalanego Poczęcia Najświętszej Maryi Panny i katechetą Gimnazjum Kupieckiego i Liceum Handlowego oraz opiekunem Sodalicji Mariańskiej. Wśród podległej mu młodzieży powstała tajna organizacja młodzieżowa Demokratyczna Armia Krajowa.
1 kwietnia 1949 został katechetą II Gimnazjum w Rzeszowie, co uchroniło go przed aresztowaniem, jako że w kwietniu 1950 członkowie Demokratycznej Armii Krajowej zostali aresztowani przez Urząd Bezpieczeństwa. Jesienią 1949 po usunięciu przez władze religii z programu nauczania, został przeniesiony do Jarosławia, gdzie był katechetą w szkole budowlanej.
20 października 1955 został proboszczem Parafii Chrystusa Króla w Rzeszowie, która liczyła wtedy ok. 3000 wiernych. Doprowadził w latach 1958-59 do wybudowania nowej plebanii, a w 1967 r., po trzyletnim procesie sądowym, do odzyskania kościoła dolnego, który zaczęto osuszać, odgrzybiać i adaptować do celów duszpasterskich i katechetycznych. Wykonano też polichromię wewnątrz kościoła i ołtarze boczne, a następnie zewnętrzną elewację kościoła.
Przez lata, pomimo znacznego wzrostu liczby mieszkańców miasta i powstawania nowych osiedli, władze państwowe uniemożliwiały tworzenie nowych parafii i budowanie świątyń. Od 1966 r., kiedy to ks. bp. Ignacy Tokarczuk biskupstwo przemyskie, duchowni we współpracy z wiernymi w wielu miejscach zaczęli budować nowe świątynie bez pozwolenia komunistycznych władz. W 1972 r., kiedy to jego parafia liczyła już ponad 12 tys. wiernych, próbę takiej akcji podjął ks. Sondej, zamierzając wybudować kościół i utworzyć parafię przy ulicy Łabędziej 7. Nie udało się, gdyż władze mające od agentów SB o planach księdza. odebrały Kościołowi tę posesję. Gdy 7 stycznia 1974 władze zniszczyły przydrożną kapliczkę przy ulicy Pułaskiego, ks. Sondej zaprotestował komunikatem do wiernych odczytanym we wszystkich parafiach. 14 października 1974 ks. Sondej poświęcił jako Kaplicę Matki Bożej Różańcowej budynek przy ulicy Jastrzębiej 9, która mimo różnych szykan, w tym kar grzywny nakładanych na księdza, przetrwała i stała się zalążkiem Parafii Matki Bożej Różańcowej (erygowanej w 1976 r.). 5 września 1976 ks. biskup Tadeusz Błaszkiewicz poświęcił kolejną kaplicę utworzoną przez ks. Sondeja – przy ulicy Wita Stwosza (w 1979 r.erygowano przy niej Parafię św. Judy Tadeusza). Kolejną kaplicę, przy ulicy Krakowskiej, poświęcono w Święto Bożego Ciała 23 maja 1978. Niedługo potem erygowano przy niej Parafię Podwyższenia Krzyża Świętego. Łącznie w wyniku działalności ks. Sondeja i współpracujących z nim kapłanów oraz wiernych na terenie jego parafii, wbrew oporowi ówczesnych władz administracyjnych, powstało 6 nowych punktów duszpasterskich. Później "na bazie" parafii ks. Sondeja utworzone zostały jeszcze parafie: Parafia Narodzenia Najświętszej Maryi Panny przy ul. Staroniwskiej (1979), Parafia Bożego Ciała Bożego Ciała i Matki Bożej z Lourdes przy ul. Zajęczej (1982) oraz Parafia Świętej Rodziny (1985).
Przez cały ten okres ks. Sondej był bardzo szykanowany przez władze komunistyczne, nękano go przesłuchaniami prokuratorskimi, rozprawami sądowymi i nakładanymi grzywnami. Był też intensywnie inwigilowany.
Ksiądz Sondej doceniał znaczenie pracy duszpasterskiej z młodzieżą akademicką, powołał Duszpasterstwo Akademickie (istnieje do dziś), zorganizował też Studium Katolickiej Nauki Społecznej Kościoła. Udzielał też potajemnie ślubów i chrzcił dzieci wierzących partyjnych.
Ksiądz Józef Sondej aktywnie wspierał opozycję polityczną w PRL, m.in. w lutym 1981 rolników z NSZZ „Solidarność” RI strajkujących w siedzibie byłej WRZZ (m.in. odprawiał msze święte i głosił homilie), w stanie wojennym w jego pierwszych dniach ukrywał w kościele działaczy ”Solidarności”, a następnie organizował pomoc duchową i materialną rodzinom osób internowanych, później udostępniał salę katechetyczną na spotkania działaczy odradzającego się niezależnego ruchu chłopskiego.
Od 1955 mieszkał przy Parafii Chrystusa Króla w Rzeszowie. W 1994 przeszedł na emeryturę.
17 listopada 2013 odsłonił Pomnik Żołnierzy Wyklętych w Rzeszowie.
Zmarł w sobotę 28 lutego 2015 o godz. 20.05 w Szpitalu Wojewódzkim nr 2 w Rzeszowie, w wigilię swoich 101. urodzin. 4 marca 2015 został pochowany na Cmentarzu Wilkowyja w Rzeszowie.

## Odznaczenia, tytuły, wyróżnienia
Postanowieniem prezydenta RP Lecha Kaczyńskiego z dnia 13 lutego 2008 został odznaczony Krzyżem Wielkim Orderu Odrodzenia Polski, za wybitne zasługi dla niepodległości Rzeczypospolitej Polskiej, za działalność na rzecz przemian demokratycznych, za kształtowanie moralnej i patriotycznej postawy młodzieży. Uroczystość wręczenia orderu miała miejsce w rzeszowskim Teatrze im. Wandy Siemaszkowej, 1 marca, w 94 rocznicę jego urodzin.
Władze kościelne przyznały mu tytuły: kapelana honorowego Jego Świątobliwości, prałata Jego Świątobliwości, a w 1995 został protonotariuszem Stolicy Apostolskiej (infułatem).
14 listopada 1995 został honorowym obywatelem Miasta Rzeszowa. Został także odznaczony odznaką honorową „Zasłużony dla Województwa Podkarpackiego”.
W 2013 otrzymał Nagrodę Honorową "Świadek Historii" Instytutu Pamięci Narodowej Oddziału w Rzeszowie.